# Golfe de Calvi
Le golfe de Calvi est un golfe de la Mer Méditerranée qui se situe à l'ouest de la ville de Calvi en Haute-Corse, (région de Corse). 

## Géographie
De forme ovoïde, Le golfe est fermé par la citadelle de Calvi et la Punta Caldanu. On le présente parfois borné par les pointes de la Revellata et de Spanu, ce qui triple sa superficie. La dénomination « baie de Calvi » employée par les sites et agences de tourisme est cependant plus conforme à la superficie du plan d'eau.
Partagée entre les communes de Calvi et Lumio, la rive du golfe est occupée d'ouest en est par : le port , la plage de la Pinède, le camp de la légion étrangère (2e REP) et une côte où alternent plages de galets ou sable et criques.
Les fleuves Figarella et Fiume Seccu aboutissent à la mer de part et d'autre du camp militaire.
En arrière-plan les sommets du massif du Monte Cinto, enneigés en hiver, sont proches.

### Les plages

#### Plage de Calvi
Le train des plages (Calvi-L'Ḯle-Rousse), qui longe en grande partie le rivage, peut faire une douzaine d'arrêts entre Calvi et Giorgio (commune de Lumio).
La plage de la Pinède, longue de 2,8 km s'étend du port à u Foce, l'estuaire de la Figarella. Au sommet de la dune qui la borde passent la voie ferrée, et une promenade piétonne de 1 600 m débutant au niveau du grand parking municipal et se terminant au Centre de loisirs sans hébergement (CLSH). Sur la pente de la dune côté mer sont implantés 16 restaurants dotés de plages privées en saison. En arrière se trouve une pinède de 28 ha plantée vers 1880 en même temps que des eucalyptus destinés à assainir les marais qui se trouvaient à proximité.

#### Plages de Lumio
La plage de galets d'Aliborni  est accessible par une route débutant face au centre équestre situé près du camp  de la Légion étrangère. Elle est fréquentée par les camping-caristes.
La plage de Petra Mola dite de Sainte-Restitude  est logée dans une crique ; elle est desservie par une piste et le train. Le restaurant de plage dispose d'une plage privée.
La plage de Porto Ricciajo  dite de l'Arinella au lieu-dit Ondari  est desservie par la route et le train ; on y trouve également un restaurant avec plage privée.
Portu Algajo est une crique avec plage de sable accessible par un sentier après avoir emprunté la route sans issue qui débute près du passage à niveau d'Ondari-Arinella. En descendant à l'arrêt Giorgio du train des plages on se trouve juste au-dessus de la crique.
Certaines des criques de Punta di Spanu comportent également de petites plages.

### Les sites
Calvi  avec sa citadelle, fortification génoise des XVIe et XVIIe siècles et sa cathédrale.
Punta Caldanu : tour génoise carrée  très ruinée. On accède au site par la route de Portu Algajo. 
Punta di Spanu  site du Conservatoire  du littoral et sa tour génoise.
La Revellata, site du Conservatoire du littoral et son phare.

## Pisciculture
Une des 8 fermes aquacoles de Corse  est implantée dans le golfe, 1 200 m  face à u Foce.  Composée de 10 cages de 1 000 m3, elle produit 60 t de loup par an.

## Zones naturelles
La Revellata, La Pinède et l'embouchure de la Figarella sont des ZNIEFF de type 2.

## Galerie

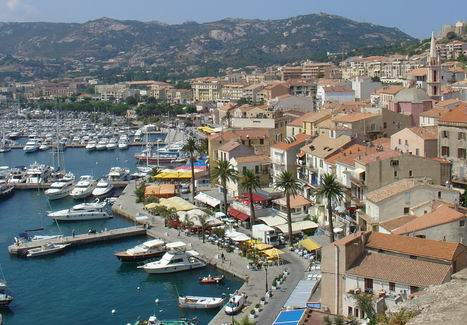
Zone Portuaire.
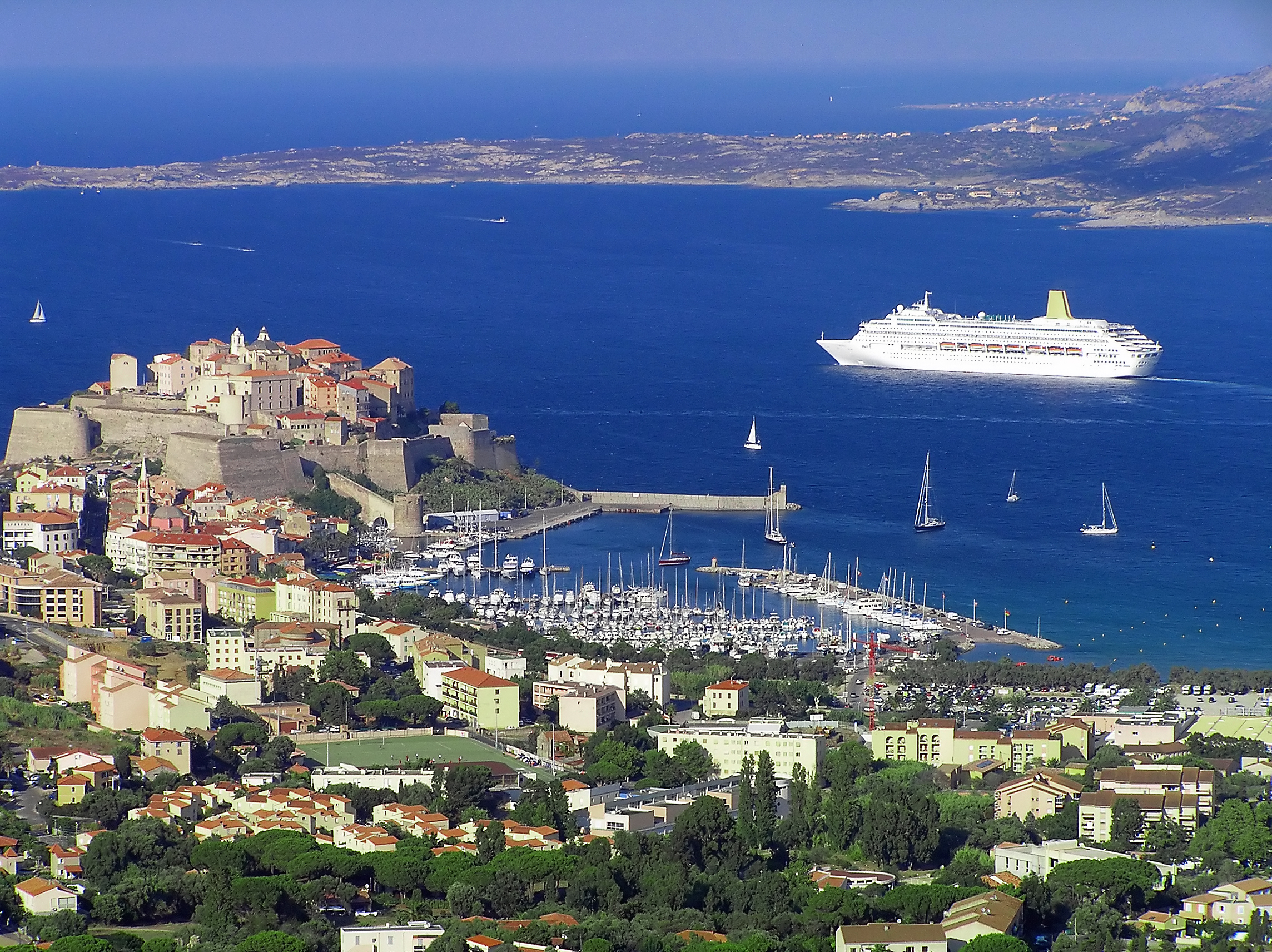
Le golfe avec Calvi et la pointe de Spanu.
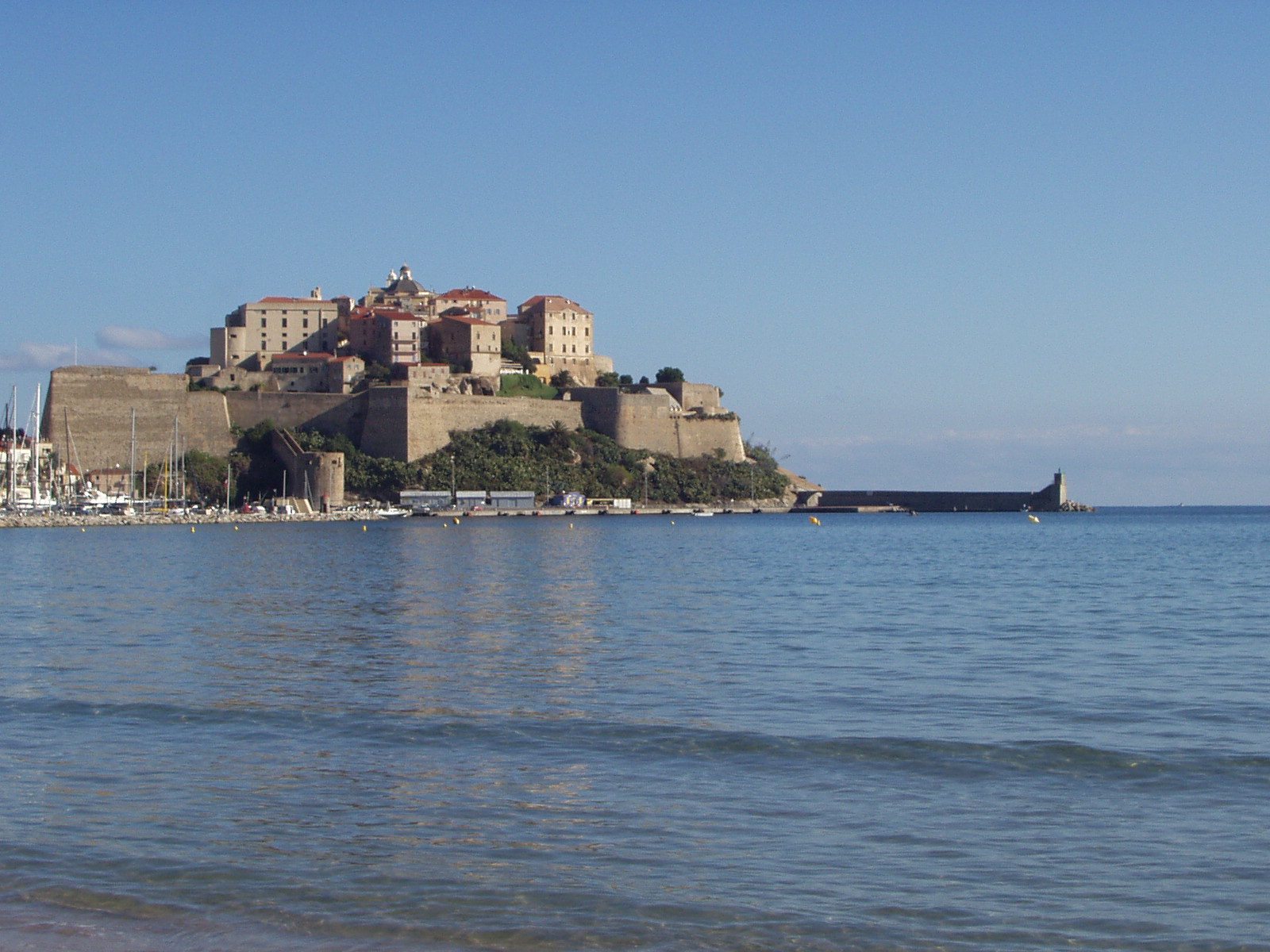
La citadelle.
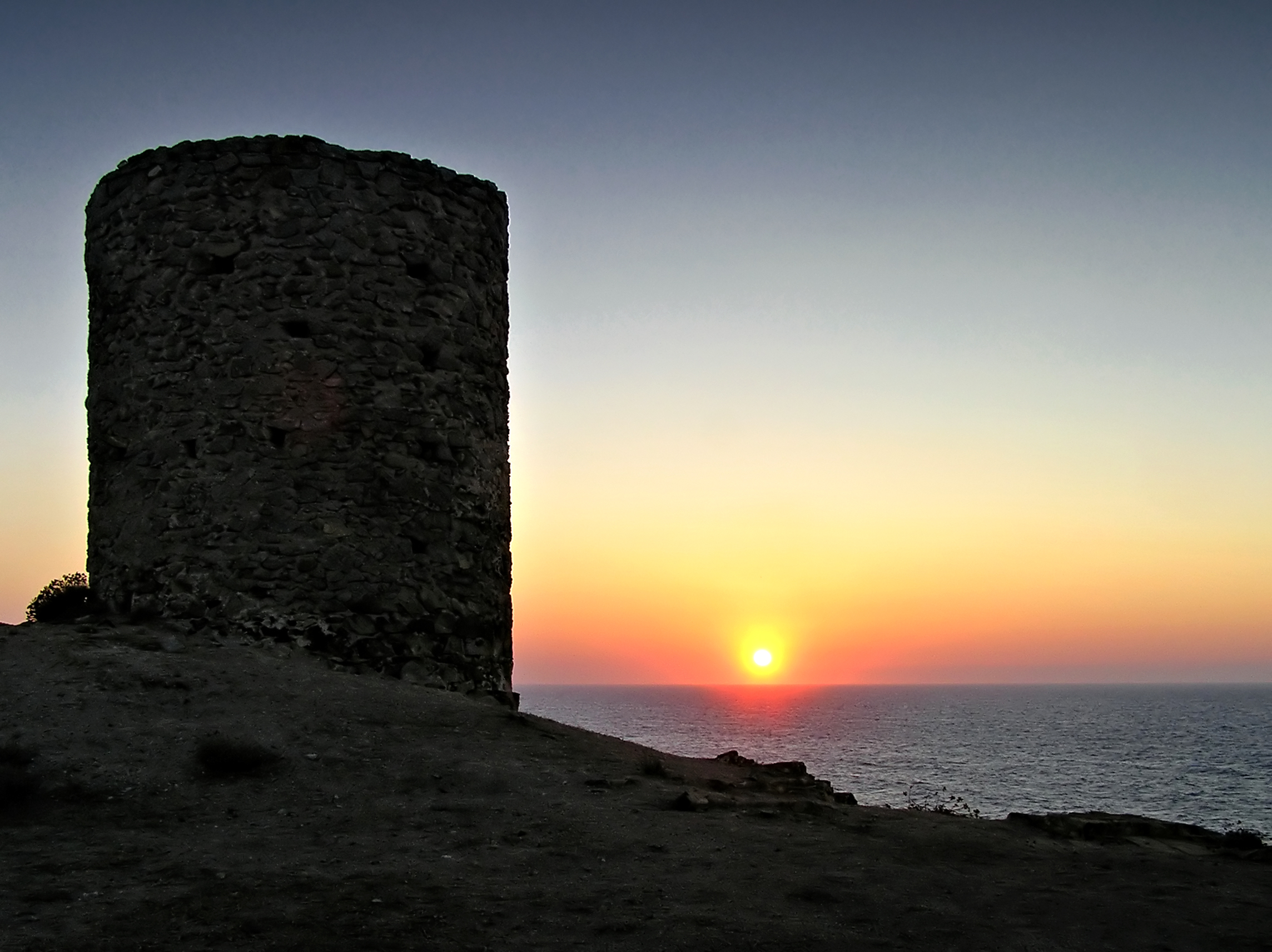
Tour de Spanu.
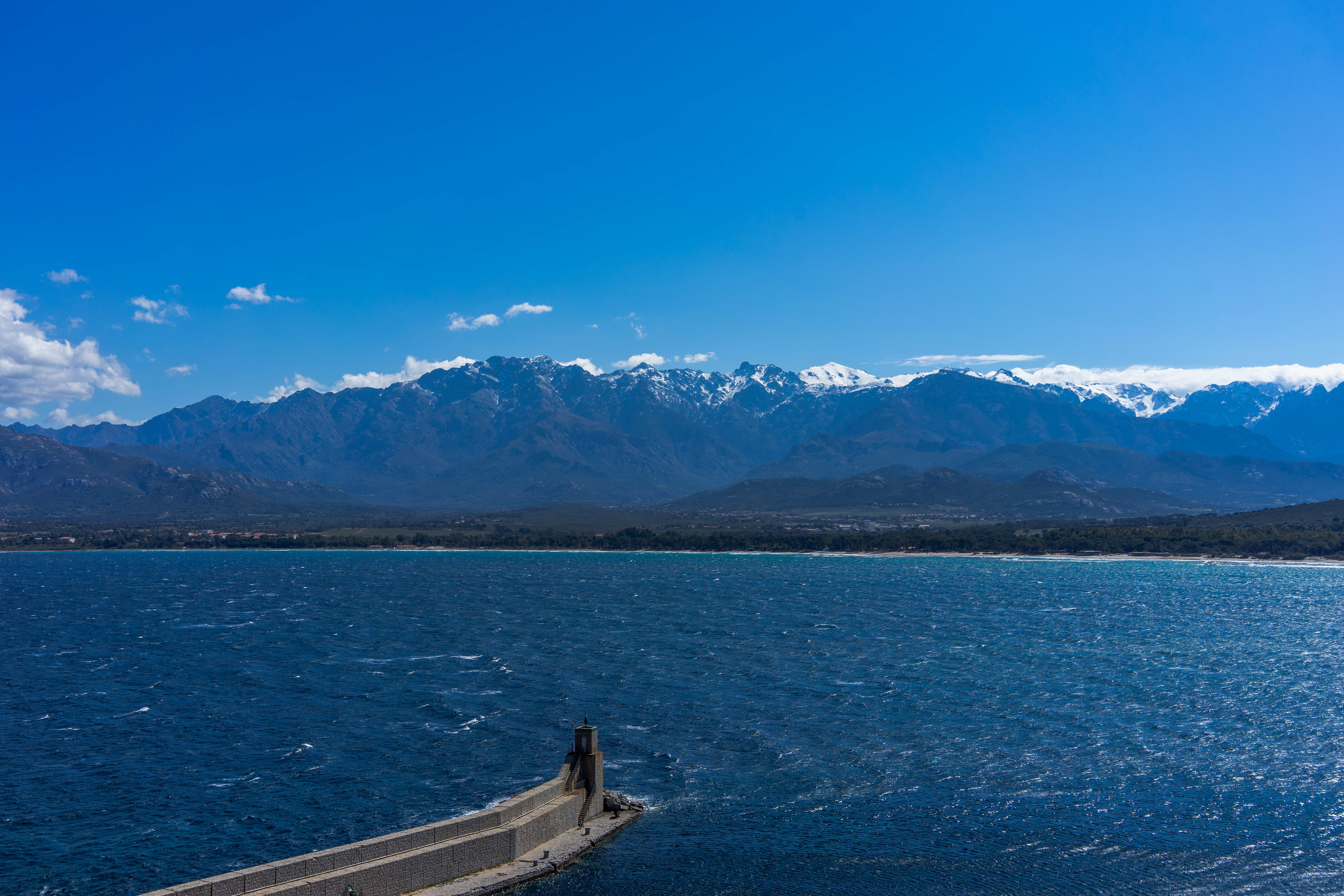
Golfe de Calvi depuis la Citadelle